# Ohelig allians
Ohelig allians (också principlöst block) brukar man kalla en, ofta ganska tillfällig, koalition eller samverkan mellan olika parter som jobbar för samma resultat i vissa frågor men av sinsemellan helt olika skäl, eller att de egentligen är motståndare till varandra i allmänt viktiga frågor. Det "oheliga" i begreppet brukar bestå i att var och en av dem mest ser just till sina egna egoistiska skäl och att de därvid tillsammans kör över en mer homogen grupp som annars skulle ha haft relativ majoritet.
Ursprunget till begreppet är ett slags antites till den ursprungliga meningen bakom bildandet av Heliga alliansen.